# MSV Normannia 08 Berlin
MSV Normannia 08 Berlin is een Duitse voetbalclub uit de hoofdstad Berlijn, meer bepaald uit de wijk Märkisches Viertel. De club werd opgericht in 1908.

## Geschiedenis
Berliner FC Normannia 08 werd op 1 oktober 1908. In 1911 fusioneerde de club met SV Niederschönhausen, maar deze fusie werd een jaar later weer ongedaan gemaakt. Na de Eerste Wereldoorlog fusioneerde de club opnieuw, deze keer met BFC 1893 en zo werd de naam Sportvereinigung Normannia vom Jahre 1893 aangenomen. Echter ook deze fusie werd na een jaar ongedaan gemaakt. In 1928 nam de club de naam Berliner SV Normannia aan en later Berliner SC Normannia.
Na de Tweede Wereldoorlog werden alle Duitse sportclubs ontbonden. Normannia werd niet meteen heropgericht. Een aantal leden sloten zich bij SG Nordost aan, een verderzetting van Nordiska Berlin, dat in 1933 ophield te bestaan na de machtsovername van de NSDAP. In 1950 werd Normannia dan officieel heropgericht.
Op sportief vlak was de club nooit een hoogvlieger en kon nooit in de hoogste klassen spelen. In 1971 promoveerde de club naar de Amateurliga Berlin, in die tijd de derde klasse. Deze klasse was echter een maatje te groot voor de club die afgetekend laatste werd. Hierna verdween de club opnieuw in de anonimiteit. In 1988 werd de huidige clubnaam aangenomen. In 2016 promoveerde de club naar de Bezirksliga, maar kon daar het behoud niet verzekeren. In 2018 promoveerde de club opnieuw. 